# Fatih Portakal
Fatih Portakal, född 2 februari 1967 i Nazilli, Turkiet, är en turkisk journalist och programledare på TV.

## Biografi
Portakal gick på Gymnasium İzmir Atatürk. Därefter läste han vid Istanbuls universitet innan han flyttade till Australien 1994 för att ta sin magisterexamen och lära sig språket.
Efter avslutad utbildning ägde han under några år en restaurang i Australien. 1997 återvände han till Turkiet och gifte sig med Armağan Toper. 
Mellan 1997 och 2005 arbetade han som reporter för Star TV. 2005 rekryterades Portakak till Kanal D av Mehmet Ali Birand. I maj 2010 bytte han återigen arbetsplats och började efter ett erbjudande från reporterkollegan İrfan Değirmenci arbeta vid TV-kanalen Fox.
Mellan 2010 och 2013 ledde Portakal programmet Çalar Saat på Fox. Efter att Nazlı Tolga slutat som nyhetsankare på kanalen 2013 ersatte Portakal henne. Han var även programledare för Fatih Portakal ile Türkiye'nin Trendleri samtidigt.
2016 fick han priset för bästa manliga nyhetsankare vid 43:e Golden Butterfly Awards. Nästa år fick han priset igen vid den 44:e Golden Butterfly Awards. 2020 sa han upp sig från sin position som nyhetsankare på Fox och hans program Fatih Portakal ile FOX Ana Haber lades ner. Han startade därefter sin egen Youtube-kanal och började ladda upp videor, utvärdera aktuella händelser och nyheter genom den plattformen.